# Mimon crenulatum
Mimon crenulatum — вид родини листконосові (Phyllostomidae), ссавець ряду лиликоподібні (Vespertilioniformes, seu Chiroptera).

## Середовище проживання
Країни поширення: Беліз, Болівія, Бразилія, Колумбія, Коста-Рика, Еквадор, Французька Гвіана, Гватемала, Гаяна, Гондурас, Мексика, Нікарагуа, Панама, Перу, Суринам, Тринідад і Тобаго, Венесуела. живе в сухих листяних, напівлистопадних і тропічних вічнозелених лісах, а також на плантаціях, полянах поруч з лісом, також у серраді. 

## Звички
Лаштують сідала невеликими групами в порожнистих стовбурах дерев, гниючих колодах і порожнистих пнях, воліючи жити у вологих районах. Напевно підбирає комах з рослинності, дієта складається в основному з жуків, а також мух, павуків і маленьких ящірок.

## Загрози та охорона
Потерпає від втрати місць проживання в деяких частинах ареалу, хоча це не велика загроза. Зустрічаються в природоохоронних районах.